# Борув (Любуське воєводство)
Борув (пол. Borów, нім. Birkholz) — село в Польщі, у гміні Свебодзін Свебодзінського повіту Любуського воєводства.
Населення — 301 особа (2011).

## Демографія
Демографічна структура станом на 31 березня 2011 року:
|          | Загалом | Допрацездатний вік | Працездатний вік | Постпрацездатний вік |
| -------- | ------- | ------------------ | ---------------- | -------------------- |
| Чоловіки | 152     | 32                 | 111              | 9                    |
| Жінки    | 149     | 39                 | 86               | 24                   |
| Разом    | 301     | 71                 | 197              | 33                   |